# Демественное пение
Демественное пение — неосмогласное славянское пение православной русской церкви.
В другом источнике указано что Деме́ство (ср.), Деме́ственный напев — старинный церковный напев, взятый с греческого, гнусливый и в один голос. Название, вероятно, происходит от позднегреческого δομέστικος — деместик, буквально — руководитель хора и его солист в Византийской империи). Согласно Чудинову от лат. domesticus — домашний.
Демественное пение означает домашнее пение, исполняемое вне храма. Обычай сопровождать домашние занятия священными песнопениями возник в Греции в V веке; затем он перешел к славянам, которые передали его христианам русской церкви. По другим источникам, демественное пение занесено к нам греческими певцами при Ярославе, в первой половине XI века.
Демественное пение — пение мелодическое, то есть одноголосное. Певец, исполнявший такое пение, назывался демественником (деместиком или доместиком).
История практически не знает примеров демественного пения вплоть до середины XVII века, когда оно находилось уже в цветущем состоянии, однако сохранилось упоминание о нём, относящееся к 1441 году, в Московском летописном своде конца XV века. Русские летописи называют доместиками русских певцов XI—XIII веков; в их число выбирали наиболее искусных исполнителей.
Демественное пение, не подчиняясь уставным требованиям пения знаменного, характеризуется особой виртуозностью, торжественностью и заметной близостью к русской народной песне, почему не считалось собственно богослужебным, а скорее домашним (оттого некоторые, например Чудинов, сближают демественное пение с «домашним» и филологически).
Употреблялось демественное пение в торжественных случаях, например, при архиерейских службах, свадьбах (в частности, при бракосочетании царя Михаила Фёдоровича), за царским столом, в великие праздники и т. п. В рукописях излагается или обычным знаменным письмом — даже с пометами, или чаще особой «демественной» азбукой (напечатана в приложении к труду Д. В. Разумовского «Церковное пение в России»), а иногда и нотами. Демественное пение встречается как в одноголосной, так и многоголосной форме, причём партитуры писались тем же «демеством». Рукописи демественного пения называются «демественниками».
Демественное пение до сих пор сохраняется в живом употреблении у старообрядцев.

## Использование
После Великой Отечественной войны на материале русского демественного пения в расшифровке В. М. Беляева Н. Я. Мясковский сочинил свою Двадцать шестую симфонию на русские темы (1948).